# 2015 (企業)
2015, Inc.（トゥエンティーフィフティーン インク）は、1998年に現CEOであるトム・クディルカにより設立されたコンピュータゲームメーカーである。アメリカ合衆国オクラホマ州タルサに本社を置く。
2002年に発売した『メダル・オブ・オナー アライドアサルト』により名が知られるようになった。

## 作品
- シン: ウェイジズ・オブ・シン – (1999年)
- レーザーアリーナ – (2000年)
- CIA Operative: Solo Missions - (2001年)
- メダル・オブ・オナー アライドアサルト – (2002年)
- メン オブ ヴァラー – (2004年)